# Coppa UDEAC
La Coppa UDEAC (per esteso Coppa dell'Union Douanière et Economique des Etats de l'Afrique Centrale) è stata una competizione calcistica riservata ad alcune squadre nazionali facenti parte dell'Unione delle Federazioni Calcistiche dell'Africa Centrale che aderivano alla UDEAC (ora diventata CEMAC): Camerun, Ciad, Congo-Brazzaville, Gabon, Guinea Equatoriale e Rep. Centrafricana.
Si sono svolte sette edizioni tra il 1984 ed il 1990. Oltre 10 anni dopo la scomparsa della Coppa UDEAC, le medesime nazionali hanno dato vita ad una competizione molto simile alla precedente, ma sotto la denominazione di Coppa CEMAC (acronimo di Communauté Economique et Monétaire de l'Afrique Centrale).

## Albo d'oro
| Vittorie | Nazione           | Anni                   |
| -------- | ----------------- | ---------------------- |
| 4        | Camerun           | 1984, 1986, 1987, 1989 |
| 2        | Gabon             | 1985, 1988             |
| 1        | Congo-Brazzaville | 1990                   |

## Edizioni
| Anno          | Paese Ospitante    |                   | Finale            | Finale            | Finale            | Finale             | Finale             | Finale            | Finale per il terzo posto | Finale per il terzo posto | Finale per il terzo posto | Finale per il terzo posto | Finale per il terzo posto | Finale per il terzo posto |
| Anno          | Paese Ospitante    | Campione          | Campione          | Risultato         | Risultato         | 2º posto           | 2º posto           | 3º posto          | 3º posto                  | Risultato                 | Risultato                 | 4º posto                  | 4º posto                  |                           |
| 1984 Dettagli | Congo-Brazzaville  | Camerun           | Camerun           | 2 - 2 5 - 4 (dtr) | 2 - 2 5 - 4 (dtr) | Congo-Brazzaville  | Congo-Brazzaville  | Gabon             | Gabon                     | 2 - 2 5 - 4 (dtr)         | 2 - 2 5 - 4 (dtr)         | Rep. Centrafricana        | Rep. Centrafricana        |                           |
| 1985 Dettagli | Gabon              | Gabon             | Gabon             | 3 - 0             | 3 - 0             | Congo-Brazzaville  | Congo-Brazzaville  | Camerun           | Camerun                   | 2 - 1                     | 2 - 1                     | Ciad                      | Ciad                      |                           |
| 1986 Dettagli | Guinea Equatoriale | Camerun           | Camerun           | 4 - 1             | 4 - 1             | Ciad               | Ciad               | Congo-Brazzaville | Congo-Brazzaville         | N/D                       | N/D                       | Gabon                     | Gabon                     |                           |
| 1987 Dettagli | Ciad               | Camerun           | Camerun           | 1 - 0             | 1 - 0             | Ciad               | Ciad               | Gabon             | Gabon                     | 0 - 0 4 - 3 (dtr)         | 0 - 0 4 - 3 (dtr)         | Guinea Equatoriale        | Guinea Equatoriale        |                           |
| 1988 Dettagli | Camerun            | Gabon             | Gabon             | 1 - 0             | 1 - 0             | Camerun            | Camerun            | Congo-Brazzaville | Congo-Brazzaville         | 3 - 0                     | 3 - 0                     | Rep. Centrafricana        | Rep. Centrafricana        |                           |
| 1989 Dettagli | Rep. Centrafricana | Camerun           | Camerun           | 2 - 1             | 2 - 1             | Rep. Centrafricana | Rep. Centrafricana | Gabon             | Gabon                     | 2 - 0                     | 2 - 0                     | Ciad                      | Ciad                      |                           |
| 1990 Dettagli | Congo-Brazzaville  | Congo-Brazzaville | Congo-Brazzaville | 2 - 1             | 2 - 1             | Camerun            | Camerun            | Ciad              | Ciad                      | 2 - 1                     | 2 - 1                     | Gabon                     | Gabon                     |                           |

## Piazzamenti
| Squadra            | 1º | 2º | 3º | 4º |
| Camerun            | 4  | 2  | 1  | 0  |
| Gabon              | 2  | 0  | 3  | 1  |
| Congo-Brazzaville  | 1  | 2  | 2  | 1  |
| Ciad               | 0  | 2  | 1  | 2  |
| Rep. Centrafricana | 0  | 1  | 0  | 2  |
| Guinea Equatoriale | 0  | 0  | 0  | 1  |

## Partecipazioni e prestazioni nelle fasi finali
| Nazionale            | Coppa UDEAC | Coppa UDEAC | Coppa UDEAC | Coppa UDEAC | Coppa UDEAC | Coppa UDEAC | Coppa UDEAC | Partecip. | Vittorie |
| Nazionale            | 1984        | 1985        | 1986        | 1987        | 1988        | 1989        | 1990        | Partecip. | Vittorie |
| -------------------- | ----------- | ----------- | ----------- | ----------- | ----------- | ----------- | ----------- | --------- | -------- |
| Camerun              | 1°          | 3°          | 1°          | 1°          | 2°          | 1°          | 2°          | 7         | 4        |
| Gabon                | 3°          | 1°          | 4°          | 3°          | 1°          | 3°          | 4°          | 7         | 2        |
| Ciad                 | 5°          | 4°          | 2°          | 2°          | 1T          | 4°          | 3°          | 7         | 1        |
| Congo-Brazzaville    | 2°          | 2°          | 3°          | R           | 3°          | 5°          | 1°          | 7         | -        |
| Rep. Centrafricana   | 4°          | 1T          | 1T          | 1T          | 4°          | 2°          | 5°          | 7         | -        |
| Guinea Equatoriale   | 6°          | 1T          | 1T          | 4°          | 1T          | -           | 6°          | 6         | -        |
| Squadre partecipanti | 6           | 6           | 6           | 6           | 6           | 5           | 6           | Edizioni  | 7        |

Legenda: 1° = Primo classificato, 2° = Secondo classificato, 3° = Terzo classificato, 4° = Quarto classificato, 5° = Quinto classificato, 6° = Sesto classificato, 1T = Eliminato al primo turno, R = Ritirato

## Nazioni ospitanti
| Edizioni | Nazione            | Anno/i     |
| -------- | ------------------ | ---------- |
| 2        | Congo-Brazzaville  | 1984, 1990 |
| 1        | Gabon              | 1985       |
| 1        | Guinea Equatoriale | 1986       |
| 1        | Ciad               | 1987       |
| 1        | Camerun            | 1988       |
| 1        | Rep. Centrafricana | 1989       |

## Esordienti
| Anno             | Paese ospitante   | Nazionali esordienti                                                            |
| ---------------- | ----------------- | ------------------------------------------------------------------------------- |
| 1984             | Congo-Brazzaville | Camerun, Ciad, Congo-Brazzaville, Gabon, Guinea Equatoriale, Rep. Centrafricana |
| Dal 1985 al 1990 | Dal 1985 al 1990  | Nessuna squadra esordiente                                                      |